# Claudius Molling

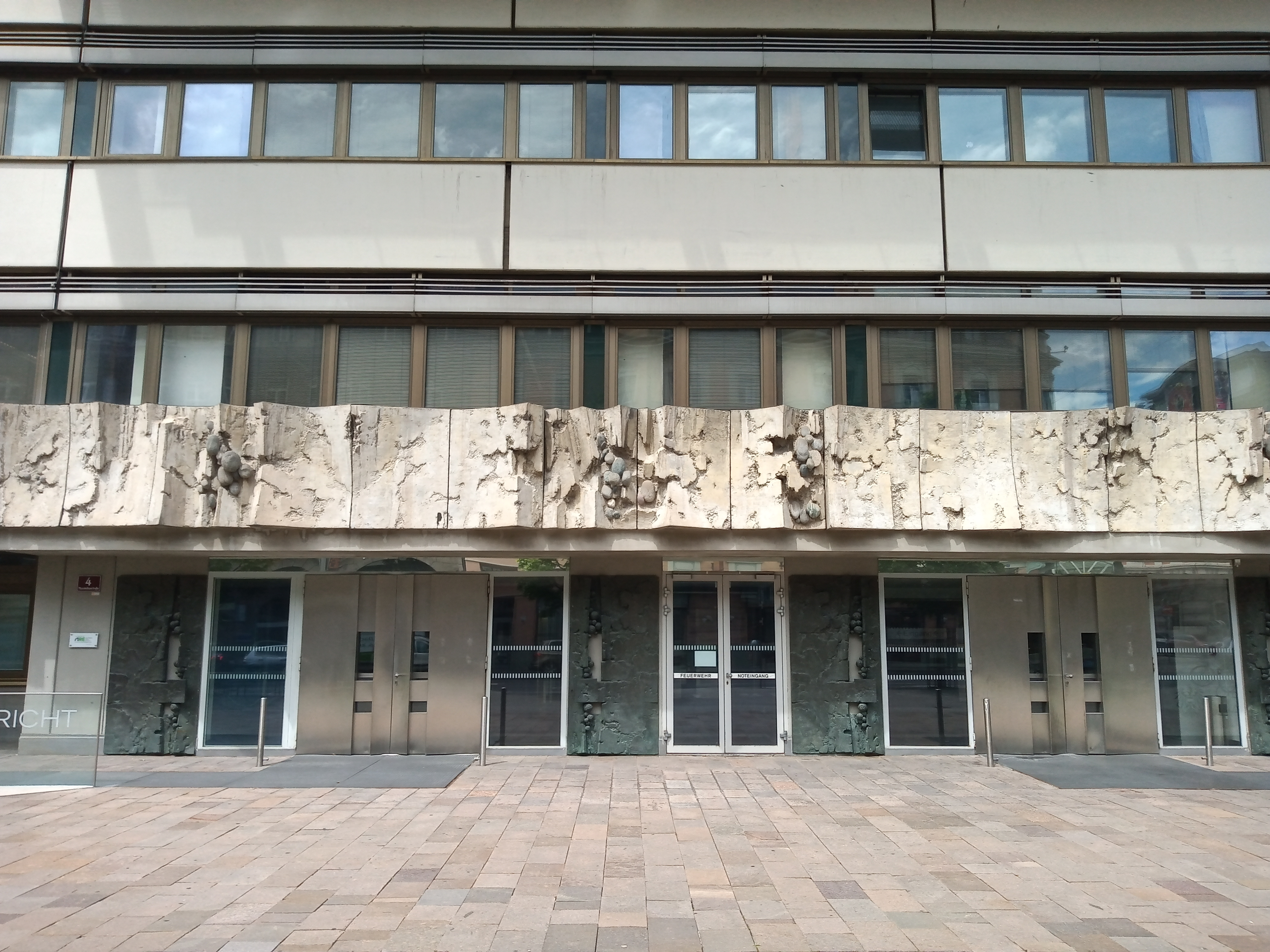
Fries Landesgericht Innsbruck, Beton 17,50 × 1,60 m, 1972

Claudius Molling (* 25. April 1933 in Hötting, Innsbruck als Klaudius Molling) ist ein österreichischer Bildhauer und Restaurator. Er hat besonders im Raum Innsbruck / Innsbruck-Land viele Kunstobjekte realisiert.

## Leben
Claudius Molling wurde 1933 in Hötting geboren. Seine Wurzeln stammen aus dem Außerfern und aus Südtirol, speziell dem Gadertal, wo sein Großvater noch ladinisch als Moling da Moring de Fora o Trutsch im Taufbuch geführt wird.
Seine Schulzeit deckt sich teils mit dem Zweiten Weltkrieg. Er besuchte das Gymnasium in der Angerzellgasse. Nachdem dieses von einer Bombe getroffen wurde, wurde der Unterricht in Steinach am Brenner fortgesetzt. In diesen Jahren erstellt Molling bereits einige Skizzenbücher mit Zeichnungen und Aquarellen.
Im Herbst 1952 wurde er von Franz Santifaller, einem Akademieprofessor in Wien angeregt bei ihm ein Studium der Bildhauerei aufzunehmen. Aufgrund des Ablebens Santifallers im Jahre 1953 übernahm Fritz Wotruba die Ausbildung Mollings. Sein Diplom schloss Molling 1955 bei Hans Andre ab. Sein weiterer Ausbildungsweg führte ihn nach München, wo er bei Josef Oberberger studierte. Nach drei Jahren brach er dieses Studium ab und kehrte nach Tirol zurück.
Zurück in seiner Heimat arbeitete Molling über drei Jahrzehnte lang als Restaurator an der Wiederherstellung bedeutender Denkmale in Tirol, unter anderem dem Helblinghaus, dem Spanischen Saal im Schloss Ambras, der Stiftskirche  und des Hochaltars im Stift Stams und der Hofburg in Innsbruck. Neben seiner Arbeit als Restaurator lag sein Hauptinteresse an der freien Bildhauerei. Zu dieser Zeit arbeitete er auch viele Jahre mit dem Architekten Hubert Prachensky zusammen.
Gemeinsam mit seiner Frau Herlinde unterstützte Molling in den 1950er Jahren den Befreiungsausschuss Südtirol und schmuggelte unter anderem Sprengstoff von Bayern nach Südtirol.

## Auszeichnungen
- Ehrenzeichen für Kunst und Kultur der Stadt Innsbruck, 1994[4]

## Ausstellungen (Auswahl)
- 19. September bis 12. Oktober 1991: Claudius Molling Ausstellung Kunstpavillon, Innsbruck.[5]
- 24. August bis 17. September 1995: Kunst am öffentlich geförderten Wohnbau in Tirol Tiroler Kunstpavillon, Innsbruck[6]
- Dezember 2011 bis Februar 2012: Ausstellung Kommt und Schaut! Tiroler Volkskunstmuseum, Innsbruck (Altstadtkrippe).[7]

## Werke (Auswahl)

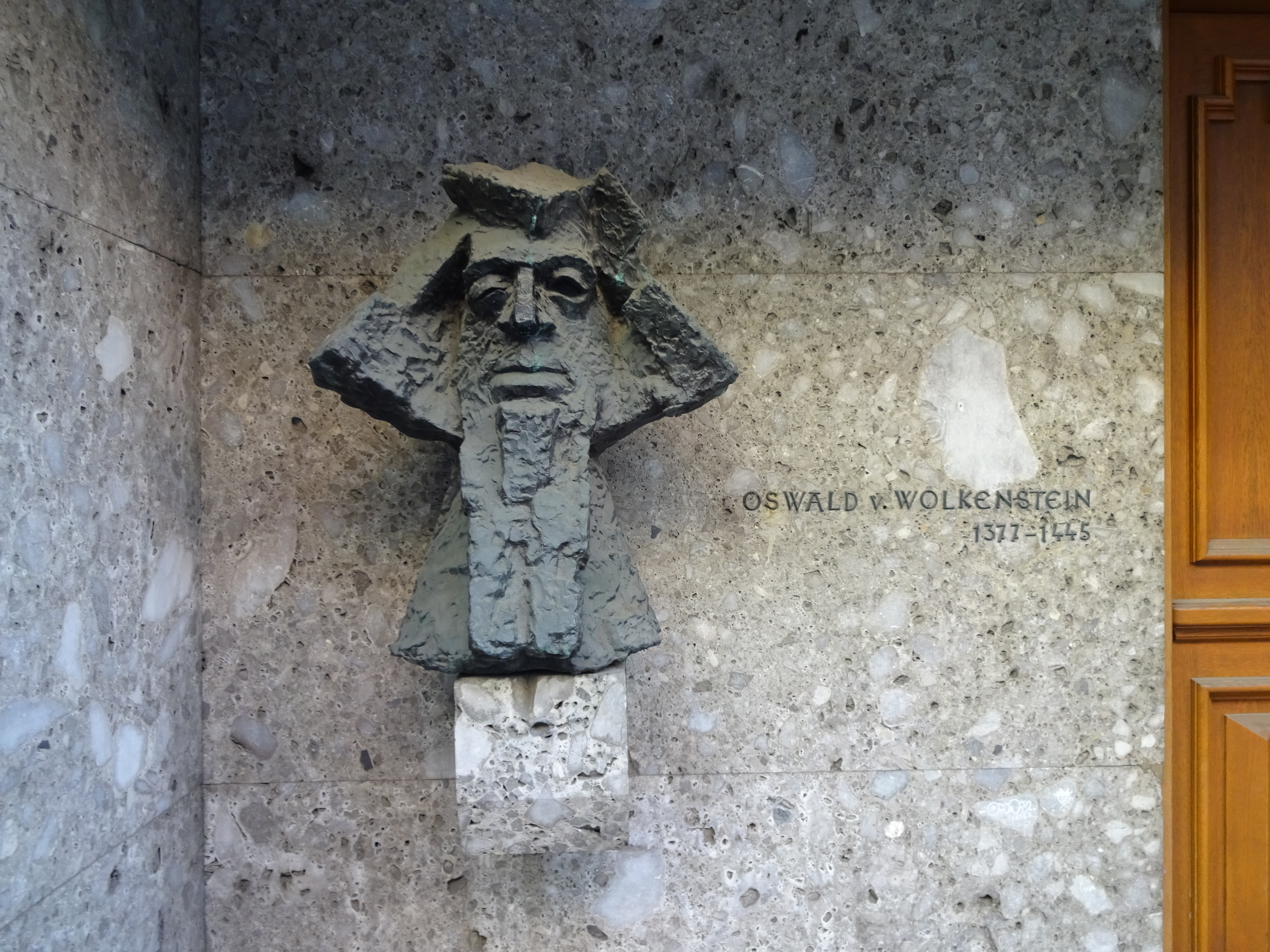
Büste Oswalds von Wolkenstein am Liedertafelhaus

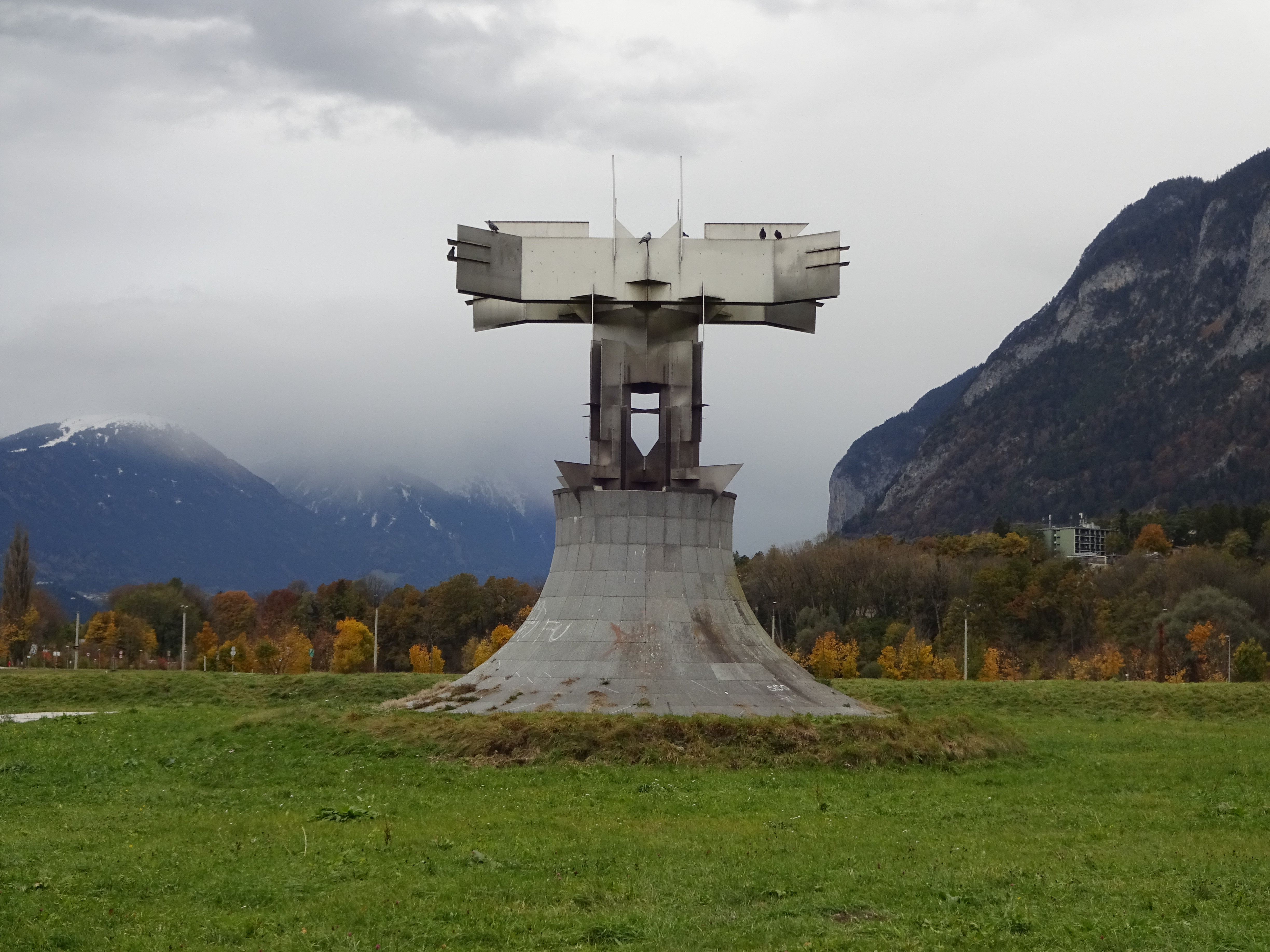
Skulptur am Campus Technik, Detail

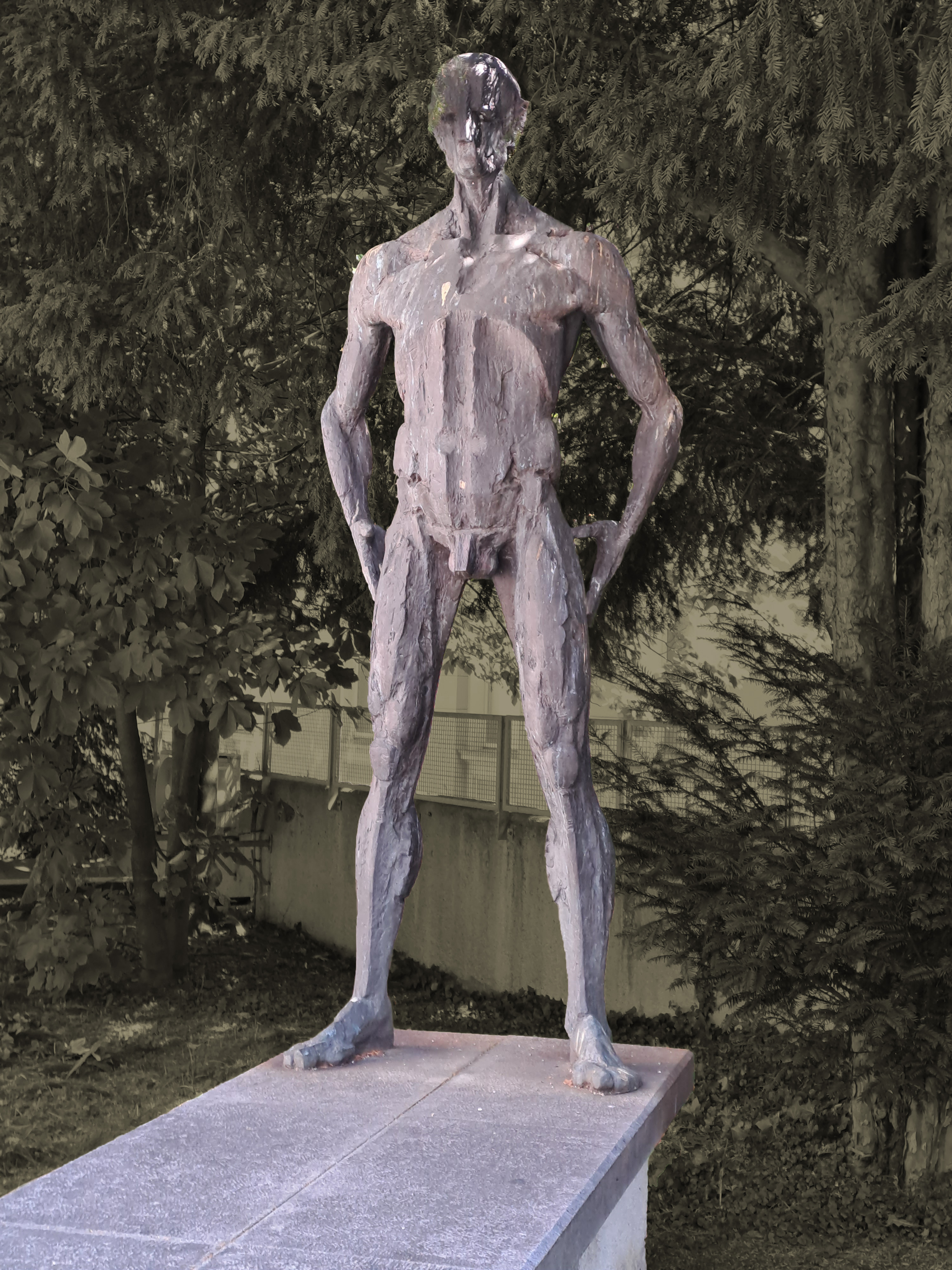
Stehender, Universitätsklinik, Innsbruck

- Eisenbetonplastik des Riesen Haymon im Kampf mit dem Sillschluchtdrachen, um 1960, Schulanlage Siegmairstraße-Lönsstraße (Vorhof Westseite), Innsbruck-Amras[8]
- Bronze-Büste Oswald von Wolkenstein, 1960 (enthüllt 1966), 100 × 70 × 50 cm, auf Sockel im Eingangsbereich der Innsbrucker Liedertafel, Innsbruck, Bürgerstr. 14[9]
- Bronzefigur hl. Florian, Florianibrunnen, Hatting, um 1963[10]
- Freiskulptur Rinderherde aus glasfaserverstärktem Polyester, Wohnanlage Anzengruberstraße 6–14, Innsbruck, 1964–1969 (um 1990 demontiert)[11]
- Freiskulptur Schaukelturm, Wohnanlage Fischnalerstraße 12–16, Innsbruck, 1971 (1995 demontiert)[12]
- Bronzeportale und Fries über dem Eingangsbereich des Justizgebäudes in der Maximilianstraße, Innsbruck, 1972[13]
- Installation aus gegossenen Aluminiumbahnen, 1974, Institutsgebäude der Medizinischen Universität Innsbruck[14]
- Altstadtkrippe (Geburt Christi in der Innsbrucker Altstadt), 1985, Tiroler Volkskunstmuseum[15]
- Skulptur (Darstellung der Mathematik und Physik) aus Chrom-Nickel-Stahl auf Granitsockel, 1988, Höhe 10 m, errichtet im Zuge eines Wettbewerbs zum Bau des Victor-Franz-Hess-Hauses der Leopold-Franzens-Universität Innsbruck am Campus Technik[1]
- Bronzeskulptur Stehender, 1985, Univ. Klinik Innsbruck
- Skulptur Kugelentwicklung, Aluminiumguss 1977, Höhe 350 cm, Tiroler Gebietskrankenkasse, Innsbruck

Schriften
- Der technische Ablauf der Restaurierung des Stamser Hochaltars. In: Österreichisches Bundesdenkmalamt (Hrsg.): Österreichische Zeitschrift für Kunst und Denkmalpflege. 1984, ISSN 0029-9626.